# Pete Preboske
Felix Francis Preboske, detto Pete (Antigo, 21 gennaio 1914 – Merrill, 22 febbraio 1994), è stato un cestista statunitense, professionista nella NBL.

## Carriera
Giocò per due stagioni nella NBL, disputando complessivamente 38 partite con 6,6 punti di media.